# Pooecetes gramineus
Il passero del vespro (Pooecetes gramineus (Gmelin, 1789)) è un uccello passeriforme appartenente alla famiglia Passerellidae. È l'unica specie nota del genere Pooecetes.

## Distribuzione e habitat
È nativo di Bahamas, Canada, Guatemala, Messico, Turks e Caicos e Stati Uniti. Occasionalmente è segnalato anche in Belize e Saint-Pierre e Miquelon.